# Municipio de San Felipe Tejalápam
El municipio de San Felipe Tejalápam es uno de los 570 municipios del estado mexicano de Oaxaca. Su cabecera es la localidad de San Felipe Tejalápam.

## Geografía
El municipio de San Felipe Tejalápam colinda al norte con los municipios de San Andrés Zautla y Soledad Etla; al este con los municipios de San Lorenzo Cacaotepec y San Andrés Ixtlahuaca; al sur con los municipios de San Pablo Cuatro Venados y Santiago Tlazoyaltepec; y al oeste con los municipios de Santa María Peñoles y Santo Tomás Mazaltepec.

## Localidades
El municipio de San Felipe Tejalápam cuenta con 38 localidades.
| Localidad            | Población (2020) |
| -------------------- | ---------------- |
| San Felipe Tejalápam | 2521             |
| Jalapa del Valle     | 548              |
| La Mendoza           | 438              |

## Gobierno
El municipio de San Felipe Tejalápam se rige mediante el sistema de usos y costumbres.
| Presidente municipal              | Periodo   |
| --------------------------------- | --------- |
| Leonardo Pérez Márquez            | 1996-1998 |
| Marcelino López Márquez           | 1999-2001 |
| Heladio Apolinar Cruz Martínez    | 2002-2004 |
| Isaías Bautista Muñóz             | 2005-2007 |
| Constantino H. Ramírez Mejía      | 2008-2010 |
| Luis Juan Chávez Santiago         | 2011-2013 |
| Miguel Adolfo Martínez Nava       | 2013-2016 |
| Soledad Delfina Trujillo          | 2017-2019 |
| Alejandro Eusebio Cuevas Martínez | 2020-2022 |
| María Anita Ramírez Pérez         | 2023-2025 |